# 金諾珍
金諾珍（韓語：김노진，1994年10月17日—），韓國女演員。

## 演出作品

### 電視劇
| 年份   | 電視台  | 劇名                        | 角色   |
| 2018年 | KBS 2TV | 《推理的女王2》第14集       | 沈智恩 |
| 2019年 | MBC     | 《The Banker (電視劇)》     | 朴寶藍 |
| 2019年 | MBC     | 《新入史官丘海昤》第10集    | 丹英   |
| 2020年 | SBS     | 《浪漫醫生金師傅2》第9-11集 | 鄭佳英 |
| 2020年 | MBC     | 《當我最漂亮的時候》        | 金美景 |

### 網路劇
| 年份   | 平台             | 劇名                                        | 角色   |
| 2016年 | BLIZZARD KOREA   | 《泰九的電視劇》(태구 드라마)               | 助教   |
| 2016年 | Dingo Music      | 《感覺到曖昧的瞬間》(썸이라 느끼는 순간들)  |        |
| 2020年 | tvN              | 《敏感一點也無妨》(좀 예민해도 괜찮아 2020) | 尹雅英 |
| 2020年 | Baemin           | 《時間也可以配送嗎?》(시간도 배달이 되나요) | 徐漢娜 |
| 2021年 | Naver TV、V LIVE | 《所以我和黑粉結婚了 (電視劇)》             | 姜研   |
| 2022年 | WATCHA           | 《語意錯誤 (網劇)》                         | 柳智慧 |
| 2023年 | Netflix          | 《絕世網紅》                                | 李恩彩 |

### 電影
| 年份   | 電影名稱             | 角色       |
| 2017年 | 《My Chemical Love》 | 彩真       |
| 2018年 | 《2人3足》           | 銀珠       |
| 2019年 | 《Watching》         | 美淑       |
| 2019年 | 《再一次，春天》     | 幼兒園教師 |
| 2021年 | 《黃金馬車開走了》   | 世莉       |

### 廣告
| 年份   | 廣告名稱                       | 備註         |
| 2016年 | 台灣觀光宣傳片《噗咚噗咚臺灣》 | 與呂珍九合拍 |

### MV
- 2016年：Lucite Tokki《every you》[4]
- 2020年：A.C.E《Stand by you》[5]

## 外部連結
- 金諾珍的Instagram帳戶
- 金諾珍在互联网电影资料库（IMDb）上的資料（英文）